# Marshall Applewhite
Marshall Applewhite (1931-1997) là một nhà lãnh đạo tôn giáo người Mỹ thành lập nhóm tôn giáo của Cổng Thiên đàng và họ đã tổ chức tự sát tập thể trong năm 1997. Đó là vụ tự sát tập thể lớn nhất ở Hoa Kỳ, lấy đi sinh mạng 39 người.
Là người quê ở Texas, Applewhite theo học một số trường đại học và phục vụ trong quân đội Hoa Kỳ lúc còn trẻ. Sau khi học xong, ông giảng dạy âm nhạc tại Đại học Alabama. Sau đó, ông trở lại Texas, nơi ông là người đứng đầu dàn hợp xướng và từng là chủ nhiệm của bộ môn âm nhạc tại Đại học St. Thomas ở Houston. Ông rời trường vào năm 1970, với lý do rối loạn cảm xúc. Cái chết của bố ông một năm sau đó đã khiến ông bị suy sụp nặng nề. Năm 1972, ông đã nảy sinh tình bạn thân thiết với Bonnie Nettles, một y tá; họ đã thảo luận với nhau về thuyết thần bí trong thời gian dài và kết luận rằng họ được gọi là sứ giả của thần linh. Họ đã nỗ lực nhưng không công trong việc mở một trung tâm sách và giảng dạy, và sau đó bắt đầu đi vòng quanh nước Mỹ vào năm 1973 để truyền bá quan điểm của họ. Tuy nhiên, họ chỉ thuyết phục được một người cải đạo. Năm 1975, Applewhite đã bị bắt vì không trả lại xe thuê hơi thuê và bị giam trong sáu tháng. Trong tù, ông tiếp tục phát triển thuyết thần học của ông.
Sau khi Applewhite ra tù, ông đi đến California và Oregon với Nettles, cuối cùng đã có được một nhóm tín đồ cam kết. Applewhite và Nettles nói với các tín đồ của họ rằng họ sẽ được người ngoài hành tinh viếng thăm và những người ngoài hành tinh có thể cung cấp cho họ các cơ thể mới. Applewhite ban đầu nói rằng ông và những người theo ông sẽ được đưa lên một tàu vũ trụ, nơi mà cơ thể của họ sẽ được chuyển đổi, nhưng sau đó, ông đã tin rằng cơ thể chỉ là vật chứa linh hồn và có thể đưa linh hồn vào các cơ thể mới. Những ý tưởng này được thể hiện bằng ngôn ngữ rút ra từ Mạt thế luận Kitô giáo, phong trào Kỉ Nguyên Mới, và văn hóa đại chúng Mỹ.
Nhóm đã nhận được một làn sóng của các quỹ vào cuối năm 1970, quỹ đã được sử dụng để trả tiền nhà ở và các chi phí khác. Năm 1985, Nettles qua đời, khiến Applewhite quẫn trí và thách thức quan điểm của ông về thăng thiên thân thể. Trong những năm 1990 nhóm đã tiến hành các bước để công bố công khai thuyết thần học của họ. Năm 1996, họ đã nghe được tin sao chổi Hale-Bopp sắp đi gần Trái đất và tin đồn về một tàu vũ trụ đi kèm sao chổi. Họ kết luận rằng tàu vũ trụ này là chiếc tàu sẽ vận chuyển tinh thần của họ trên tàu cho một cuộc hành trình đến hành tinh khác. Tin tưởng rằng linh hồn của họ sẽ leo lên tàu vũ trụ và được cung cấp thân thể mới, tất cả các thành viên của nhóm đã tự sát trong căn nhà của họ.